# 제요
제요 도당씨(帝堯陶唐氏)는 중국 신화 속 군주이다. 중국의 삼황오제(三皇五帝) 신화 가운데 오제의 하나이다. 다음 대의 군주인 순(舜)과 함께 이른바 '요순'(堯舜)이라 하여 성군(聖君)의 대명사로 일컬어진다. 현재까지 요의 역사적 실존성은 정확히 밝혀진 바가 없고, 다만 우왕과의 관계에서 하나라 이전에도 국가 비슷한 실체가 형성되어 있음을 보여주는 자료로 사용된다.

## 치세
요는 제곡(帝嚳) 고신(高辛)의 아들로 이름은 방훈(放勳)이고 당요(唐堯) 또는 제요도당(帝堯陶唐)으로도 부른다. 이는 요가 당(唐) 지방을 다스렸기 때문에 붙은 칭호이다. 요는 도당씨(陶唐氏)라고도 부르는데, 요가 처음에 도(陶)라는 지역에 살다가 당(唐)이라는 지역으로 옮겨 살았기 때문이라고 한다.
《사기(史記)》와 여러 역사서의 기록에 따르면, 요는 20살에 왕위에 올라 덕으로 나라를 다스렸다. 요의 치세에는 가족들이 화합하고 백관의 직분이 공명정대하여 모든 제후국들이 화목하였다고 한다. 요는 희씨(羲氏)와 화씨(和氏) 일족에게 계절의 구분에 따라 농사의 적기를 가르쳐 주도록 하였으며, 1년을 366일로 정하고 백관들을 정비하였다. 또한 자신이 독단적인 정치를 할 것을 염려하여 궁전 입구에 감간고(敢諫鼓: 감히 간언드리는 북)를 달아 경계하도록 하였다. 요의 만년에는 황하가 범람하여 큰 홍수가 났으며, 요는 이를 다스리기 위하여 곤(鯀)을 시켜 9년 동안 치수공사를 하게 했지만, 실패하였다.
요가 왕위에 오른 지 70년 가까이 지난 후 요는 후계자를 찾아 신하들에게 추천할 것을 명하였다. 신하들은 전욱 고양의 후손이자, 효성이 지극한 순(舜)을 추천하였다. 요는 순에게 두 딸을 시집보내고 여러 가지 일을 맡겨 순의 사람됨과 능력을 시험하였으며, 3년 후 순을 등용하여 천하의 일을 맡겼다. 20년이 지나자 요는 순을 섭정으로 삼고 은거하여 8년 후에 세상을 떠났다.
다만 《죽서기년》에서는 순이 쿠데타를 일으켜 요를 폐위 감금했다고 나온다.
일부 학자들은 요 시대 쯤에 황하 유역에 중앙집권적인 정치세력이 형성되었다고 추정한다.

## 관용 표현
순은 요와 함께 상고시대의 대표적인 성군(聖君)으로 손꼽히고 있다. 그래서 중국 문화권에서는 훌륭한 군주를 가리켜 요순과 같다고 찬양하는 관용표현이 널리 사용되었다. 하나라의 우왕, 은나라의 탕왕을 합쳐 요순우탕(堯舜禹湯)이라 부르기도 한다. 또한 뛰어난 군주의 치세를 일컬어 요순시대(堯舜時代)라 부르기도 한다. 요순시대는 태평성대와 같은 의미의 관용 표현이기도 하다. 요순 시절의 태평성대는 중국 역사상 주로 “되돌아갈 수 없는 좋은 옛 시절”을 나타내는 표현으로 자주 사용되었으며, 각종 시, 노래, 민요, 상소문 등에서 용례를 찾아볼 수 있다.
한편으로, 역성혁명을 꾀하던 자들이 요순임금의 예를 들며 자신이야말로 백성의 신망을 받는 지도자라는 점을 강조하는데 이용되기도 하였다.

## 같이 보기
- 순
- 삼황오제
- 선양